# Centro de Recursos para el Aprendizaje y la Investigación de Alcalá de Henares
El Centro de Recursos para el Aprendizaje y la Investigación (CRAI) o Edificio Cisneros de la Universidad de Alcalá se inauguró en 2014 tras la remodelación del Cuartel del Príncipe, antiguo edificio militar situado en el casco histórico de Alcalá de Henares, construido en 1864 sobre el solar del antiguo monasterio de Santa María de Jesús o de San Diego de 1453.

## Historia

### Parroquia y monasterio

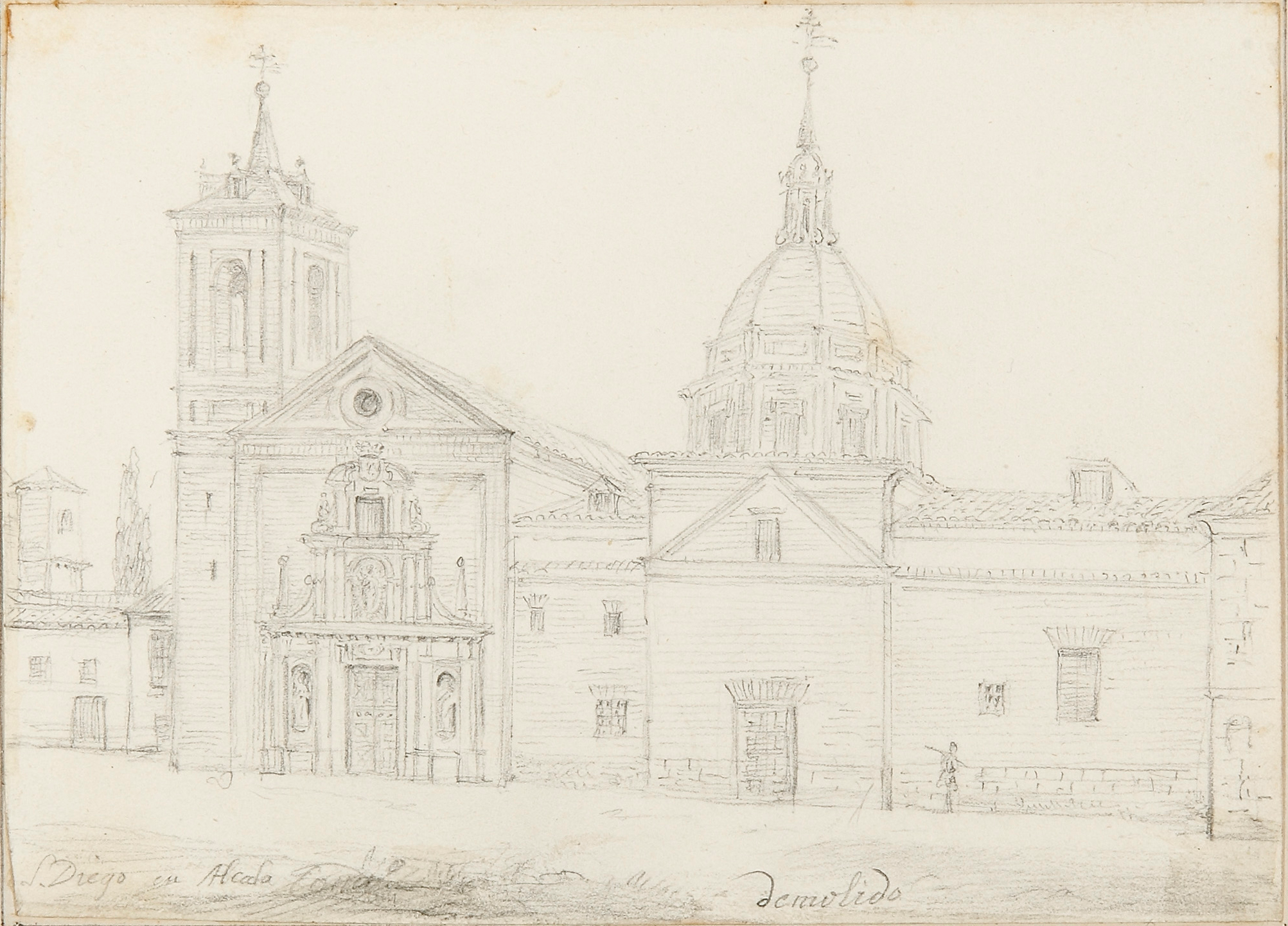
Fachada del antiguo Monasterio de San Diego (dibujo de Valentín Carderera, entre 1820 y 1859).

La parroquia de Santa María se construyó a mediados del siglo XIII, situada al este y por fuera del primer recinto amurallado urbano de Alcalá de Henares. Esta iglesia quedó incluida en el Monasterio de Santa María de Jesús o de San Diego, un convento franciscano fundado por el arzobispo de Toledo Alonso Carrillo de Acuña. Su construcción se inició en 1453 y se otorgaron las escrituras de donación en 1454 y 1456. Este monasterio fue el más antiguo de los fundados en la ciudad de Alcalá.
En él se estableció un Estudio General autorizado por una bula del papa Pío II, el 17 de julio de 1459, consistente en tres Cátedras de Artes y Gramática, estando dos de ellas en un lugar cerca del monasterio y la tercera en el mismo monasterio. Los superiores del estudio eran los propios padres guardianes. 
Entre las numerosas capillas de la iglesia, destacaba sobremanera la de San Diego, situada en el espacio que ocupó la portería en la que sirviera el santo durante los últimos años de su vida en este monasterio (falleció el 13 de noviembre de 1463). En la Capilla de San Diego se conservaban sus restos y los objetos utilizados durante su canonización en Roma el 2 de julio de 1588.
Entre 1786 y 1787 se realizaron obras de mejora del edificio. 
Durante la invasión francesa de España fue saqueado por los tropas napoleónicas que entraron en Alcalá entre diciembre de 1808 y mayo de 1813. Sus instalaciones fueron utilizadas sucesivamente como cuartel, almacén y hospital militar.

### Cuartel

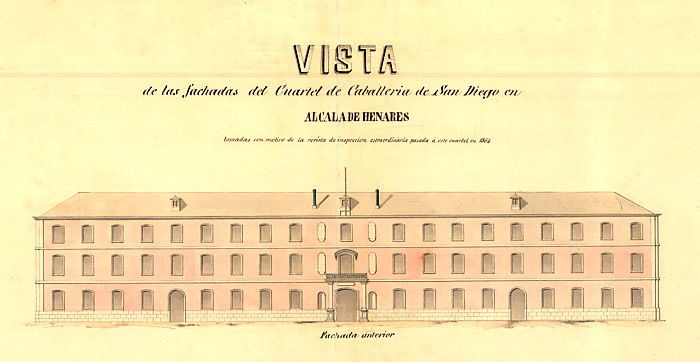
Plano de 1864 de la fachada principal del Cuartel de Caballería de San Diego.

Con la desamortización de 1836, y dado el mal estado, este edificio y dos colegios universitarios fueron demolidos completamente entre 1856 y 1859, para levantar en 1863 el Cuartel de Caballería de San Diego, posteriormente denominado Cuartel del Príncipe de Asturias y finalmente Cuartel del Príncipe; y el contiguo "Cuartel de Lepanto". A lo largo de su existencia fue habitado por diferentes unidades militares, la última que lo ocupó fue la Brigada Paracaidista  (BRIPAC) que alojó allí su Primera Bandera de Infantería Paracaidista "Roger de Flor", el Grupo de Artillería de Campaña (GACAPAC) y el Grupo Logístico de Lanzamiento y Apoyo.

### Biblioteca
El Cuartel del Príncipe, junto al contiguo Cuartel de Lepanto, fueron cedidos por el Ministerio de Defensa a la Universidad de Alcalá el 2 de marzo de 2005. Tras su rehabilitación y acondicionamiento se inauguró el 8 de septiembre de 2014 el nuevo Centro de Recursos para el Aprendizaje y la Investigación (CRAI) o Edificio Cisneros, que reúne en sí el contenido de todas las bibliotecas del campus de Alcalá Ciudad, a excepción de la Biblioteca del edificio de Trinitarios, que se mantiene abierta de forma independiente. Este nuevo centro bibliotecario consta de cinco plantas, 1.200 puestos de lectura y su fondo bibliográfico alcanza los 200.000 volúmenes, la mayoría en acceso directo, publicaciones periódicas, proyectos, material audiovisual, etc.

## Museo de Arte Iberoamericano de la UAH

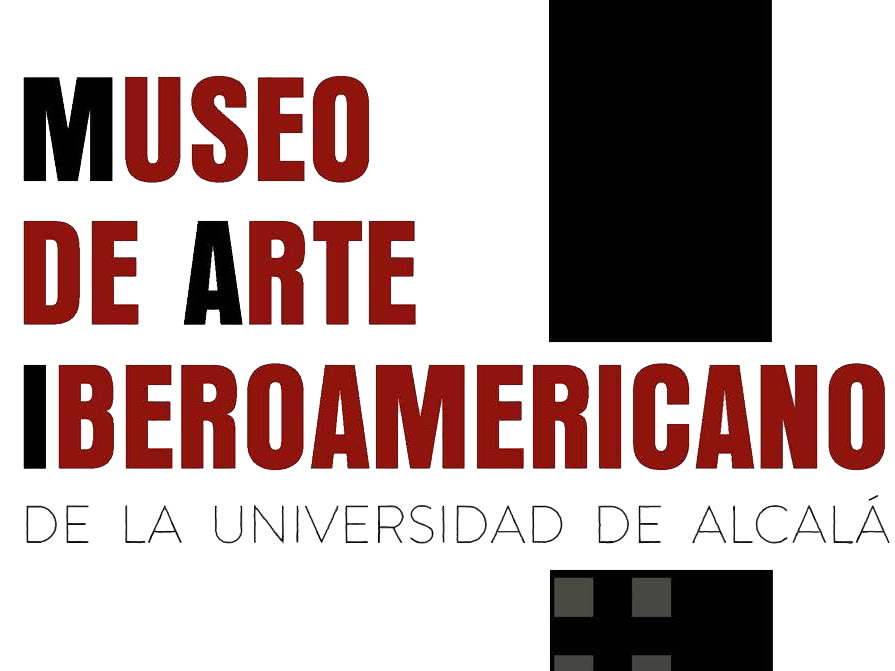
Museo de Arte Iberoamericano

El Museo de Arte Iberoamericano de la Universidad de Alcalá se inauguró el 8 de noviembre de 2016. Está ubicado en la planta baja del Edificio Cisneros y dispone de una superficie de más de 1.300 m² distribuidos en dos salas. Sus fondos se componen de arte colonial cuzqueño de la Fundación José Félix Llopis y de una selección de obras de la colección del Museo Luis González Robles.

## Escuela de Emprendimiento
El Espacio de la Escuela de Emprendimiento de la Universidad de Alcalá se inauguró el 18 de diciembre de 2017. Se ubica en la cuarta planta del CRAI, y consta de cuatro salas destinadas a facilitar que los estudiantes de la UAH desarrollen e inicien su proyecto empresarial: una equipada con tecnología de RV/AV, para desarrollar aplicaciones de realidad virtual, otra sala para presentar proyectos a posibles inversores, otra dedicada al desarrollo de la creatividad y un espacio central común, para la formación y el trabajo colaborativo. Estas dependencias se complementan con la plataforma de la Escuela, un espacio virtual para poner en común conocimientos, aptitudes y habilidades esenciales para el ejercicio de la actividad emprendedora, y donde expertos en emprendimiento tutorizan y ayudan a los emprendedores en la puesta en marcha de su idea de negocio. Además, se convocan desde 2016 los premios del Concurso "Tu idea en un minuto", un certamen que fomenta el emprendimiento entre los jóvenes.

## Centro de Documentación Europea de la UAH
El Centro de Documentación Europea de la Universidad de Alcalá se reinauguró el 7 de junio de 2019, instalándolo en la tercera planta, zona A, del Edificio Cisneros (desde 2013 estaba en la Facultad de Derecho). Su objetivo es colaborar con la Comisión Europea a difundir información sobre la Unión Europea, para reforzar la comunicación con la comunidad académica y los ciudadanos. Este centro está integrado desde 2018 en la Red de Información Europe Direct y en la Red Europea de Información de la Comunidad de Madrid (REIMAD), y desde 2012 en el Instituto Universitario de Investigación en Estudios Latinoamericanos de la Universidad de Alcalá (IELAT).

## Biblioteca Patrimonial del Instituto Cervantes
La Biblioteca Patrimonial del Instituto Cervantes se inauguró el 21 de abril de 2021. Está concebida como la sede de preservación, difusión y digitalización del fondo patrimonial de la red de bibliotecas del Instituto Cervantes. Con vocación de centro para la investigación y la conservación documental, para acercar el conocimiento y el patrimonio bibliográfico y documental, de la institución a la sociedad.

## Edificio

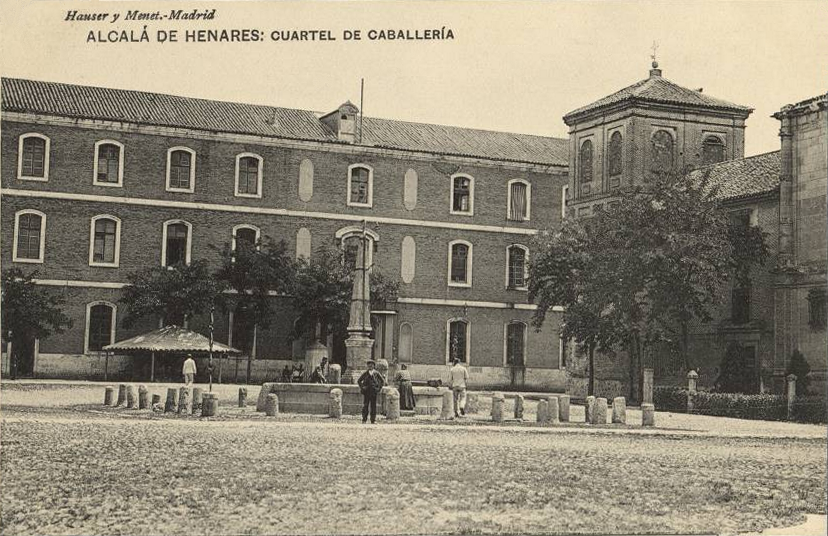
Fotografía tomada hacia 1912 por Hauser y Menet.

La edificación actual se levantó de nueva planta entre 1859 y 1864 como cuartel de caballería. De planta trapezoidal, con 39.945 m², fachada de ladrillo visto sobre zócalo perimetral de sillares de piedra caliza. Edificio funcional de tres alturas en el patio que mira a la plaza de San Diego, y de dos pisos en los dos patios que parten perpendicularmente al primero; trazos lineales y simetría en las formas.
Como peculiaridad de su diseño, la planta baja estaba inicialmente destinada al alojamiento de caballerías, razón de sus grandes ventanales en forma de media luna o "luneto", para facilitar la ventilación de los animales allí estabulados.
En la actualidad el Edificio Cisneros está estructurado en cinco plantas, en las que se distribuyen las colecciones de libros y revistas, despachos de investigación y aulas de apoyo, así como los diferentes servicios bibliotecarios de la Universidad de Alcalá. La rehabilitación de 2014, a cargo de los arquitectos Ernesto Echeverría y Flavio Celis, ha consistido en la construcción de una estructura interior de hormigón, en paralelo a los muros de fábrica original; el cuerpo central del edificio se resuelve con bandejas de forjados superpuestos, recorridos por una escalera lineal. Los distintos niveles se comunican visualmente mediante patios contrapeados. La cubierta se compone de cerchas mixtas en madera laminada y acero, con cerramientos en panel de viruta reciclada.

### Reconocimiento
- 2014: Premio Ciudad de Alcalá de Arquitectura a la Universidad de Alcalá por la creación del Centro de Recursos para el Aprendizaje y la Investigación (CRAI).

## Véase también

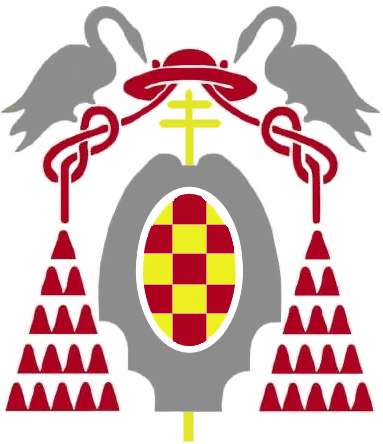
Escudo de la Universidad de Alcalá.